# 1980年の日本競馬
1980年の日本競馬（1980ねんのにほんけいば）では、1980年（昭和55年）の日本競馬界についてまとめる。馬齢は旧表記で統一する。
1979年の日本競馬 - 1980年の日本競馬 - 1981年の日本競馬

## できごと

### 1月 - 3月
- 1月5日 - 中央競馬で、騎手の制裁に対して点数制を導入する[1]。
- 2月16日 - 日本中央競馬会の組織規程が改正され、新たに監査室が設けられる[2]。

### 4月 - 6月
- 4月19日 - 厩務員組合の労働争議のため、中央競馬の2回東京・1回新潟のそれぞれ1日・2日開催が中止となる。その開催分は4月30日と5月9日に代替開催された[2]。
- 4月22日 - 日本軽種馬登録協会の毛色判定審議会が、現行のサラブレッドの毛色から粕毛を除外し、新たに白毛を追加する[2]。
- 4月29日 - イギリス・グッドウッドで開かれた8か国21名による「国際馬術競技会グランプリキュア」で、自由演技に日本中央競馬会所属の中俣修が出場、日本人として初の優勝を飾る[2]。
- 5月23日 - 兵庫県が西脇市に兵庫県立西脇馬事公苑を開設する[2]。
- 5月29日 - 福島競馬場にダートコースが完成する[2]。
- 5月30日 - 北海道日高地区で馬伝染性子宮炎が流行したため、この日から6月12日まで種付けを中止した[2]。
- 5月31日 - 神戸市生田区に三宮電話投票所が開設される[2]。
- 6月6日 - 札幌競馬場に児童公園が開園する[2]。
- 6月20日 - 函館競馬場にダートコースが完成する[2]。

### 7月 - 9月
- 8月15日 - 日本中央競馬会より日光東照宮に、神馬としてオス11歳のマツミヒカリが奉納される[2]。
- 9月6日 - 横浜市旭区に横浜二俣川電話投票所が開設される[2]。
- 9月11日 - 第15回アジア競馬会議が韓国のソウルで開かれ、日本中央競馬会の斎藤吉郎常務理事らが出席する[2]。
- 9月23日 - 中央競馬の厩舎関係者7名と監督の職員1名が欧米研修に出発する[2]。
- 9月 - 道営札幌競馬で、ニュージーランドから来日したD・モズリーら女性騎手2名が騎乗する[2]。

### 10月 - 12月
- 10月1日
  - 兵庫県競馬組合が設立される[2]。
  - 第2回国際血統書委員会および第14回パリ国際競馬会議に、日本から中央競馬の児玉義雄理事らが出席する[2]。
- 10月23日 - 京都競馬場の新スタンドが完成、竣工式が行われる[2]。
- 11月1日 - この日予定されていた京都大障害は出走頭数が5頭に満たなかったため中止となる[2]。
- 11月3日
  - 中央競馬の藤本冨良調教師が勲五等双光旭日章を受章する[2]。
  - 阪神競馬場で関西では初となる「愛馬の日」が開催される[2]。
- 11月7日 - 中央競馬では初となる「女性のための競馬教室」が新橋分館広報コーナーで行われる[2]。
- 11月8日 - アメリカ合衆国のローレル競馬場で行われたワシントンDCインターナショナルにハシクランツが出場、8着となる[2]。
- 11月15日 - 中央競馬1回京都5日開催の第2競走で、単勝・複勝・連複がすべて万馬券となる[3]。
- 11月 - アメリカ合衆国の女性騎手K・デロウラら2名が来日し、大井競馬場や園田競馬場で騎乗する[3]。
- 12月16日 - 競走馬総合研究所栃木支所が開設10周年式典を行う[3]。

## 競走成績

### 中央競馬の主な競走
- 第40回桜花賞（阪神競馬場・4月6日）優勝 : ハギノトップレディ（騎手 : 伊藤清章）
- 第40回皐月賞（中山競馬場・4月13日）優勝 : ハワイアンイメージ（騎手 : 増沢末夫）
- 第82回天皇賞（春）（阪神競馬場・4月29日） 優勝 : ニチドウタロー（騎手 : 村本善之）
- 第41回優駿牝馬（オークス）（東京競馬場・5月18日) 優勝 : ケイキロク（騎手 : 岡部幸雄）
- 第47回東京優駿（日本ダービー）（東京競馬場・5月25日) 優勝 : オペックホース（騎手 : 郷原洋行）
- 第21回宝塚記念（中京競馬場・6月1日）優勝：テルテンリュウ（騎手：西浦勝一）
- 第41回菊花賞（京都競馬場・11月9日） 優勝 : ノースガスト（騎手 : 田島良保）
- 第5回エリザベス女王杯（京都競馬場・11月16日） 優勝 : ハギノトップレディ（騎手 : 伊藤清章）
- 第82回天皇賞（秋）（東京競馬場・11月23日） 優勝 : プリテイキャスト（騎手 : 柴田政人）
- 第25回有馬記念（中山競馬場・12月21日） 優勝 : ホウヨウボーイ（騎手 : 加藤和宏）

### 中央競馬・障害
- 第84回中山大障害（春）（中山競馬場・4月6日）優勝 : オキノサコン（騎手 : 星野忍）
- 第85回中山大障害（秋）（中山競馬場・12月20日）優勝： カチウマタロー（騎手：田中剛）

## 表彰

### 優駿賞
- 年度代表馬・最優秀5歳以上牡馬 ホウヨウボーイ
- 最優秀3歳牡馬 サニーシプレー
- 最優秀3歳牝馬 テンモン
- 最優秀4歳牡馬 オペックホース
- 最優秀4歳牝馬 ハギノトップレディ
- 最優秀5歳以上牝馬 プリテイキャスト
- 最優秀障害馬 オキノサコン
- 最優秀アラブ ホクトチハル

## 誕生
この年に生まれた競走馬は1983年のクラシック世代となる。

### 競走馬
- 2月15日 - サンオーイ
- 3月3日 - ウインザーノット
- 3月16日 - スズカコバン
- 3月19日 - シャダイソフィア
- 3月24日 - ドウカンヤシマ
- 3月25日 - テツノカチドキ
- 3月30日 - ラシアンルーブル
- 4月5日 - ビンゴカンタ
- 4月7日 - ミスターシービー
- 4月8日 - ブルーフラール
- 4月14日 - メジロモンスニー
- 4月17日 - ロンググレイス
- 4月21日 - リードホーユー
- 4月24日 - カツラギエース
- 4月25日 - ギャロップダイナ
- 4月27日 - ニホンピロウイナー、ダスゲニー
- 5月10日 - ダイナカール
- 5月30日 - クリスタルグリッターズ

### 人物
- 2月4日 - 酒井学騎手（JRA）
- 3月4日 - 大原浩司騎手（笠松）
- 3月14日 - 宮川浩一騎手、調教師（高知）
- 3月25日 - 高橋哲也騎手（浦和）
- 7月8日 - 戸崎圭太騎手（JRA）
- 7月9日 - 平山真希騎手、調教師（浦和）
- 7月24日 - 北村宏司騎手（JRA）
- 8月18日 - 秋元耕成騎手（浦和）
- 8月27日 - 高橋智大騎手（JRA）
- 9月2日 - 池添学調教師（JRA）
- 9月12日 - 白坂聡騎手（JRA）
- 10月16日 - 陶文峰騎手（水沢）
- 10月23日 - 服部剛史騎手（JRA）
- 11月3日 - 高田潤騎手（JRA）
- 12月14日 - 松下武士調教師（JRA）
- 12月17日 - 浅沼傑騎手（佐賀）
- 12月25日 - 武井亮調教師（JRA）
- 12月31日 - 武英智騎手、調教師（JRA）

## 死去

### 競走馬
- 4月12日 - タマツバキ[2]
- 8月11日 - ヴィミー
- 8月26日 - カバーラップ二世

### 人物
- 1月16日 -  栗田勝(JRA調教師、元騎手)
- 12月8日 -  簗田善則(JRA騎手)